# سازمان پیگیری جنایات اقتصادی در نروژ
سازمان پیگیری جنایات اقتصادی در نروژ (نروژی: Økokrim) ادارهٔ مرکزی کشف و پیگیری جرایم سنگین یا جنایات زیستگاهی و اقتصادی در نروژ است. این سازمان در سال ۱۹۸۹ میلادی در چارچوب نظام دادگستری نروژ بنیان گذاشته شد و مسئول کشف و پیگیری جرایم پیچیدهٔ زیستگاهی و اقتصادی؛ و تسلیم پرونده‌های اتهام، به مراجع ذیصلاح قضایی در نروژ است. ترکیب اعضای این تشکیلات، شامل بازرسان پلیس نروژ، کارشناسان ویژه در امور قضایی و اقتصادی در مقام مشاور است. رئیس
سازمان پیگیری جنایات اقتصادی در نروژ دارای صلاحیت دادستان کشوری است.